# ماچوی گریان
فریاد بزن ماچو (به انگلیسی: Cry Macho) یک فیلم درام و وسترن آمریکایی محصول سال ۲۰۲۱ به کارگردانی، تهیه‌کنندگی و بازی کلینت ایستوود است.

## داستان
فیلم درباره یک اسب سوار حرفه‌ای است که هم اکنون بازنشسته شده است و حال هم پس از سال ها کارش پرورش و مراقبت از اسب ها می‌باشد او تصمیم می‌گیرد که به یک پسر جوان کمک کند تا راهش را انتخاب کند او را از حاشیه‌ها و مادری که گرفتار الکل شده است دور می‌کند و سعی می‌کند تجربه اش را در اختیارش قرار دهد و….

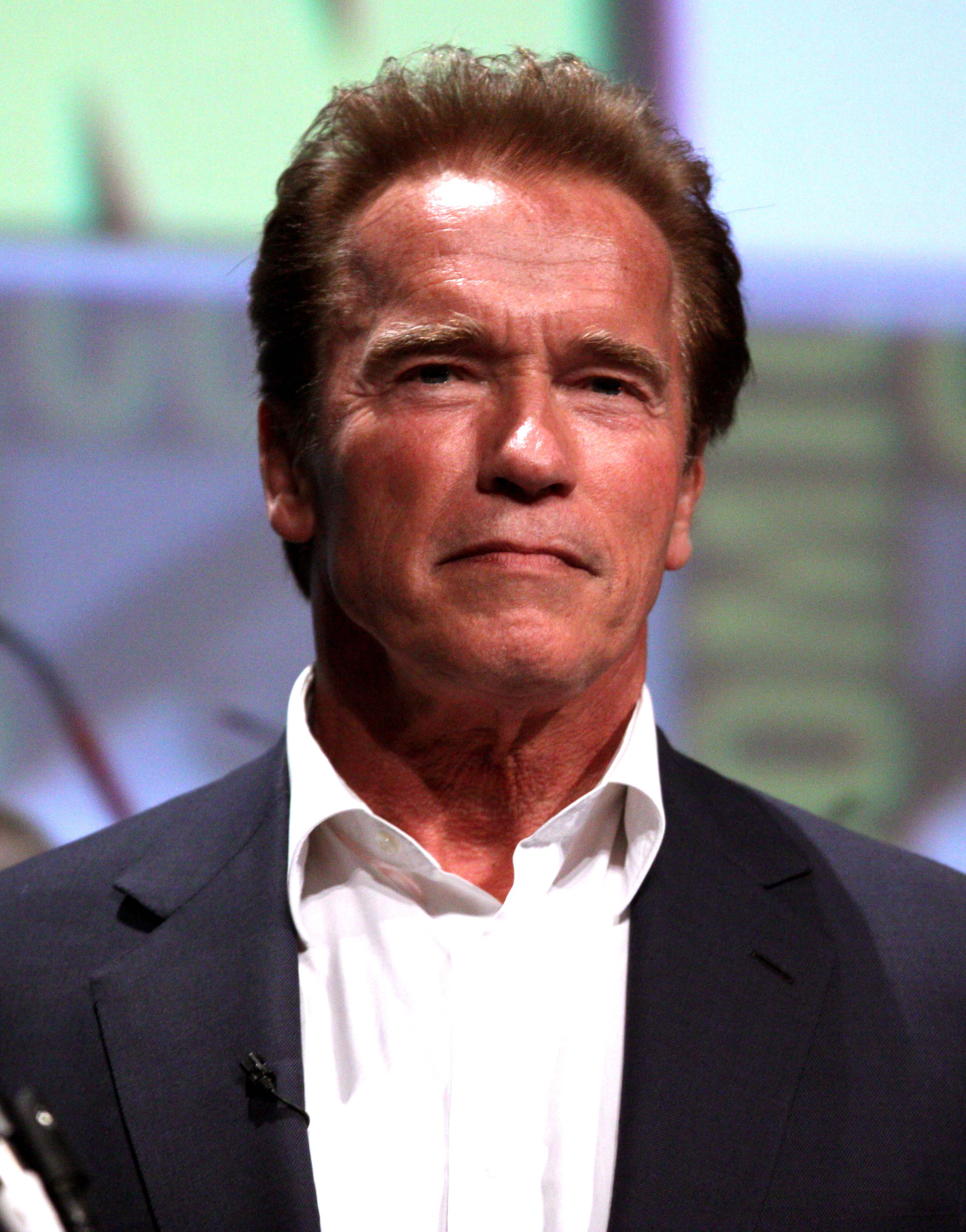
در سال ۲۰۱۱، آرنولد شوارتزنگر برای بازی در نقش اصلی این فیلم انتخاب شد، ولی در آن زمان این پروژه به دلایلی منتفی شد.

## تولید
هنگامی که برای اولین بار مشخص شد که کلینت ایستوود کارگردانی و تهیه کنندگی این فیلم را در اکتبر سال ۲۰۲۰ انجام می‌دهد، همچنین اعلام شده بود که او به عنوان شخصیت اصلی فیلم بازی خواهد کرد. فیلم‌برداری اصلی در ۴ نوامبر سال ۲۰۲۰، در البوکرکی، نیومکزیکو آغاز شد.
فیلمبرداری این فیلم پس از ۴۵ روز در ۱۵ دسامبر ۲۰۲۰، یک روز قبل از برنامه‌ریزی که شده بود به پایان رسید.